# Isla del Cerrito
Isla del Cerrito é uma cidade da Argentina, localizada na província de Chaco.